# Бен-Гур (мультфільм, 2003)
Бен Гур це анімаційний фільм 2003 року, драма за мотивами роману Бен-Гур: розповіді про Христа, автора Льюїса Воллеса. Це четверта екранізація роману.
Продюсерська компанія Чарлтона Гестона, Agamemnon Films (спільно з GoodTimes Entertainment), створила цей мультфільм, як анімаційну версію фільму Бен-Гур 1959 року, при цьому сам Чарлтон Гестон повторював свою роль головного героя. Це виявилася його остання робота в кіно перед смертю у 2008 році.

## Опис
Анімаційна версія розповідає ту саму історію, що і фільм 1959 року, з деякими відмінностями. Історія починається з того, як Бальтазар чекав у пустелі двох інших мудреців у подорожі до Вифлеєму. Історія Бен-Гура починається через 30 років після народження Христа.
На відміну від версій 1925 та 1959 років, в цьому фільмі показано обличчя Ісуса, і його слова почуті.
Характер Мессали відрізняється від фільму 1959 року. З'явившись кульгавим, він підходить до Бен-Хура з прощенням і приєднується до родини Бен-Гура та Бальтазара, щоб засвідчити відданість Ісусу. Бен-Гур дає воду Ісусу по дорозі на Голгофу. Коли Ісус помирає, Бен-Гур та його родина разом з Бальтазаром, Мессалою та Естер стискають руки в молитві. Чудеса трапляються, коли Ісус зцілює сім'ю Бен-Гура від прокази і дає можливість Мессалі знову ходити. Він підходить до хреста, дякуючи Ісусу за чудо.
Наприкінці фільму Марія Магдалина бачить, як Ісус виходить з гробу, і він піднімається на небо, даючи обіцяння апостолам проповідувати Євангеліє. Бен-Гур, тепер одружений з Естер, ділиться з дітьми своєю історією та вірою в Ісуса.

## Цікаві факти
- У 2016 році вийшла ще одна екранізація, фільм Бен-Гур, сюжетом дуже схожа на цей анімаційний фільм, а саме — у кінца Мессала не загинув як у версії 1959 року, а лише лишився ноги, також приєднався до сім'ї Бен-Гура, помирився з ними.